# 詹姆斯·梅
詹姆斯·梅（英語：James May，1963年1月16日—）是英國一名電視節目主持人、廣播員、記者和作家，因為曾經和傑瑞米·克拉克森和理查德·哈蒙德主持英國廣播公司的《英国疯狂汽车秀》（英語：Top Gear）而聲名大噪。2016年，梅成为制作公司W. Chump & Sons的股东，同时与克拉克森和哈蒙德在亞馬遜影片的《伟大的旅程》(英語：The Grand Tour）擔任主持人，并由《英国疯狂汽车秀》前制作人安迪·威尔曼担任新节目的制作人。
梅还主持其他节目，主体包括科学技术、玩具、酒文化以及现代男子气概的苦境。2003年至2011年，梅在《每日電訊報》撰写汽车專欄。

## 早年生活
詹姆斯·丹尼尔·梅（James Daniel May）出生于布里斯托尔，其父亲是铝厂经理。他有两个姐妹和一个哥哥。梅就读于纽波特的卡利昂捐赠小学。他高中就读于位于南约克郡的罗瑟勒姆的奥克伍德综合学校，并且是惠斯顿教区教堂的合唱团一员。
梅在兰卡斯特大学彭德尔学院学习音乐，学会了吹长笛和钢琴。 毕业后，梅在切尔西的一家医院任记录官，并曾短暂任公务员一职。

## 新闻事业
在1980年，梅担任《The Engineer》和后来的《Autocar》杂志的副主编，但他因在杂志上讽刺上司而被辞退。此后，他为多家出版物撰稿，包括《汽车杂志》的常规专栏，Top Gear杂志的文章以及《每日电讯报》的每周专栏。.
2006年梅著作《May on Motors》，这是他发表过的文章的汇总，并基于同名电视连续剧与人合著了《Oz and James's Big Wine Adventure》一书。他为9月出版的汽车作家L. J. K. Setright的最后一本书《Long Lane with Turnings》写了后记。2007年詹姆斯·梅的《20世纪》，是同名电视连续剧的伴随之作。

### 被Autocar解雇
在BBC广播二台接受采访时 梅承认，1992年时他在一期杂志上发表了一篇藏头诗后被《Autocar》杂志解雇。年底，该杂志的《道路测试年鉴》增刊出版。每个刊栏都有四个专题，每个专题都以一个大红字母开头。梅的工作便是将整个专栏排版在一起。
为了缓解工作时的乏味感，梅故意将专栏的顺序打乱，使它的首字母为“RTYB”（“ROAD”，“TEST”，“YEAR”和“BOOK”），随后的专栏首字母分别以“SOYO”，“UTHI”……开始。这些首字母拼在一起时可组成完整的句子，大致翻译是：“所以你认为这很好吗？要不你来试试编造这该死的专栏；这真叫人头疼。”（原文：So you think it's really good, yeah? You should try making the bloody thing up; it's a real pain in the arse）

## 汽车节目事业
梅一开始主持过的电视节目包括1998年在第四台上播出Driven，在BBC One上的八集系列节目Road Rage School，并共同主持ITV1在2006年伦敦船展的报道。他还为BBC One撰写并推出了一个名为James May's Top Toys的圣诞特别节目，还有一个名叫James May：My Sisters' Top Toys的玩具节目。

### 《英国疯狂汽车秀》

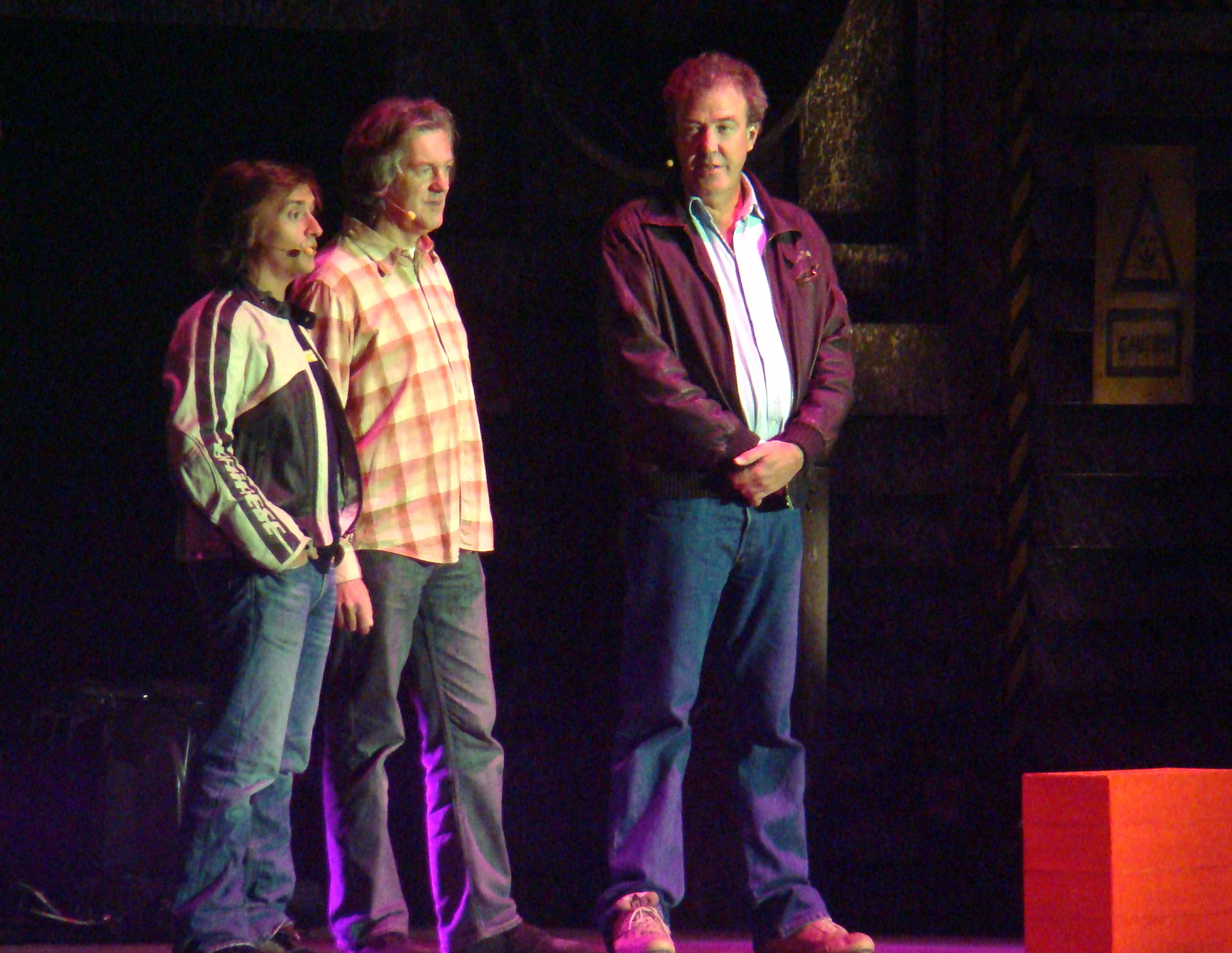
BBC《英国疯狂汽车秀》的主持团队。从左到右分别是：理查德·哈蒙德，詹姆斯·梅和傑瑞米·克拉克森。

1999年，梅在BBC二台播送的原版Top Gear中曾短暂地担任过记者一职。在一次2020年的访谈中，傑瑞米·克拉克森坦言当时节目制作人安插了梅来代替克拉克森的职务，但随后又被制作人认定表现不佳并在2000年遭解雇。2002年节目翻版播出了一季后，克拉克森说服导演安德鲁·威尔曼让梅重新在第二季加入节目，以顶替了上一季主持人Jason Dawe。
翻版《英国疯狂汽车秀》成名后，梅因其慎重的驾驶方式以及带有强迫症的办事习惯，荣获“龟速船长”（Captain Slow）的绰号。梅的另一个特征是船长特有的糟糕方向感（Captain Sense of Direction）。这也是他在三人挑战中多半成为最晚到达目的地的一人的原因，甚至有时候严重到完全迷路而惨败。克拉克森曾表示“即使让他在酒店里待他也会迷路”虽然梅给人的印象十分缓慢，但在2006年11月的节目中，他曾驾驶布加迪威龙创下407每小時（253英里每小時）的非官方最高行驶速度。2010年，他驾驶布加迪威龙Super Sports成功突破记录并达到了417每小時（259英里每小時）。
2007年，梅、克拉克森以及来自冰岛的后援团队一度驾驶丰田Hilux到达地磁北极。用克拉克森的话来说，梅是世界上第一位成功到达过但又不想前往北极的人。
继2015年3月份克拉克森的暴力事件后，BBC决定将其解约 。2015年4月，梅表示他放弃继续成为英国疯狂汽车秀的主持人一职。访谈中梅解释道，让英国疯狂汽车秀走红的原因不单单是因为车，而是三人之间特有的“情景喜剧般的元素”。

### 《伟大的旅程》
2016年，梅和其他两位主持人与亚马逊公司签订了合约并负责制作和主持《伟大的旅程》。头三季的节目格式照搬《英国疯狂汽车秀》，后三季均为围绕三个人的公路旅行为主题的特辑。

## 其他电视节目

### 《詹姆斯·梅的玩具世界（英语：James May's Toy Stories）》
詹姆斯·梅的玩具世界（英語：James May's Toy Stories）于2009年10月在BBC二台播送。节目以挑战的形式用当时颇为过时的玩具来打造出复杂且规模巨大的结构。

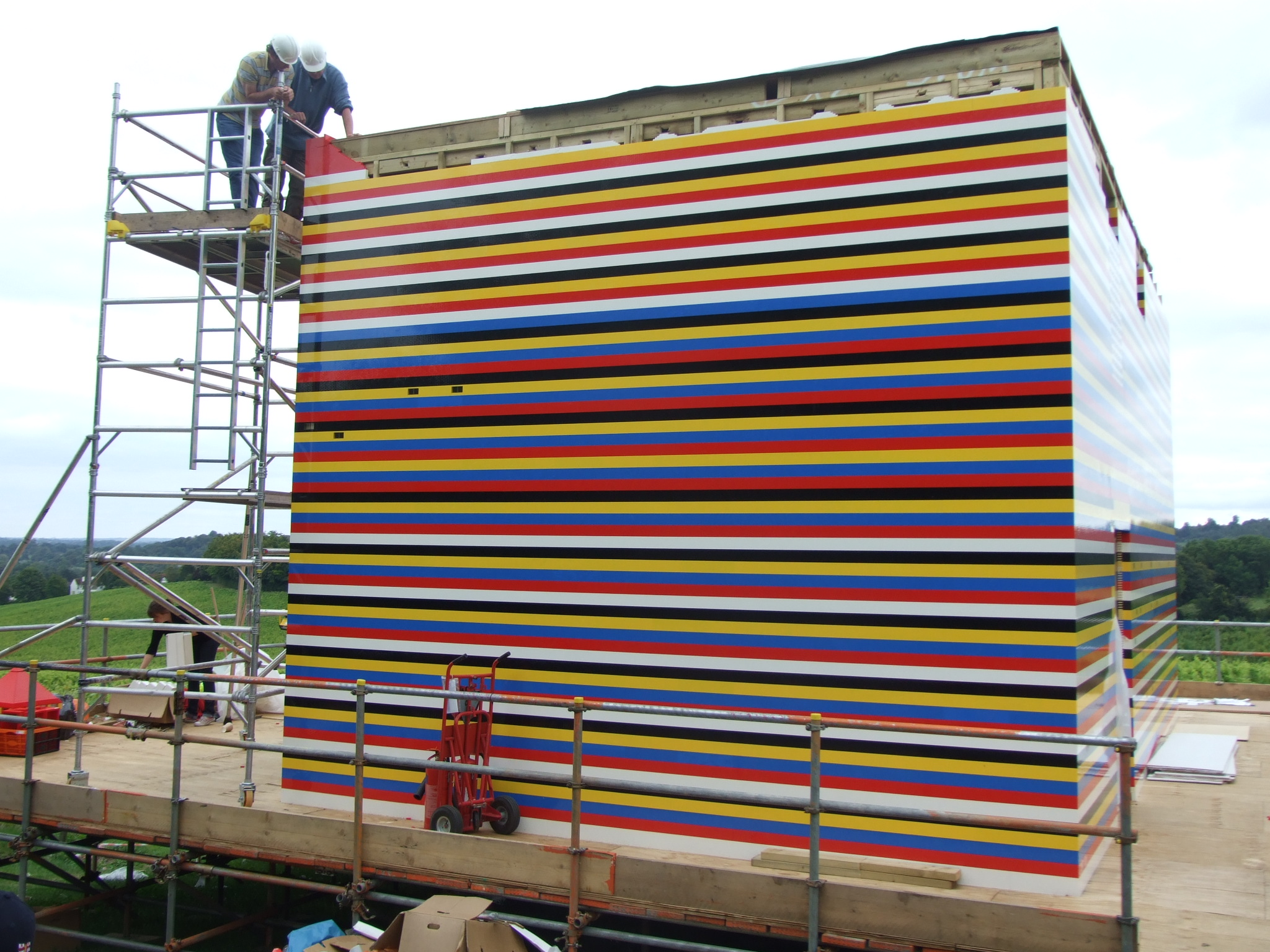
梅当时快要搭建好的乐高房屋

其中2009年8月，梅用乐高积木建了一座1：1比例的房屋并在里面生活了数日，为当时世界首例。其结构耗费约330万个乐高积木堆叠而成，但因力学上的限制，房屋的关键部位均采用木材支撑。这套房屋还配有淋浴房和厕所。2009年9月，原本要把房屋搬到乐高乐园的计划因重建所需的费用巨大而落汤。即便该房屋后来还被放在Facebook上出售也收效甚微。房屋于同月22日被拆除，并计划将建筑所使用的积木当做捐赠处理。

### 《詹姆斯·梅：人在……（英语：James_May:_Our_Man_in...）》系列
2020年1月，梅主持了一档《詹姆斯·梅：人在日本》的6集旅游纪录片并在Amazon Prime Video上独家播出。梅的行程从北海道开始一路向南直至鹿儿岛县。在录制节目的长达三个月里，梅为了了解该国文化而试图探索并参与当地各式各样的活动。到访不同的城市时会有当地名人接待和提供向导。
2022年7月15日，第二季《詹姆斯·梅：人在意大利》播出。梅的行程从巴勒莫延申到多洛米蒂山。
2024年1月5日，第三季《詹姆斯·梅：人在印度》播出。

## 影视作品

### 电视节目
| 参与年份        | 标题                                     | 职务     |
| --------------- | ---------------------------------------- | -------- |
| 1998            | Driven                                   | 主持人   |
| 1999            | 《Top Gear（77年原版）》                 | 主持人   |
| 2003—2015, 2021 | 《Top Gear》                             | 主持人   |
| 2005            | James May's Top Toys                     | 主持人   |
| 2006—2007       | 《奥兹和詹姆斯的红酒世界》               | 主持人   |
| 2007            | Top Gear of the Pops                     | 主持人   |
| 2007            | 《詹姆斯·梅 20世纪史》                   | 主持人   |
| 2007            | 《詹姆斯·梅：女孩们的玩具世界》          | 主持人   |
| 2008            | 《英国疯狂汽车秀特辑：花园大作战》       | 主持人   |
| 2008            | 《詹姆斯·梅的伟大创意》                  | 主持人   |
| 2009            | 《奥兹 詹姆斯喝遍英国》                  | 主持人   |
| 2009            | 《詹姆斯·梅的月球之旅》                  | 主持人   |
| 2009            | 《詹姆斯·梅的太空边缘之旅》              | 主持人   |
| 2009—2014       | 《詹姆斯·梅的玩具世界》                  | 主持人   |
| 2010            | Shooting Stars                           | 嘉宾     |
| 2010—2013       | James May's Man Lab                      | 主持人   |
| 2011—2012       | James May's Things You Need to Know      | 主持人   |
| 2014—2016       | 《詹姆斯·梅的人民之车》                  | 主持人   |
| 2014            | 《飞哥与小佛》                           | 特别嘉宾 |
| 2016—2017       | 《詹姆斯·梅：终极重组》                  | 主持人   |
| 2016—2024       | 《伟大的旅程》                           | 主持人   |
| 2019            | James May's Big Trouble in Model Britain | 主持人   |
| 2020            | 《詹姆斯·梅：人在日本》                  | 主持人   |
| 2020—2023       | James May: Oh Cook!                      | 主持人   |
| 2022            | 《詹姆斯·梅：人在意大利》                | 主持人   |
| 2024            | 《詹姆斯·梅：人在印度》                  | 主持人   |

## 拥有车辆
梅拥有许多车，包括：

萨博95,

宾利T2,

勞斯萊斯幻影,

凯旋 2000,
罗浮P6,

阿尔法罗密欧164,

1971年版劳斯莱斯险路,

凯旋维特斯,
捷豹XJS,

1992年版路虎揽胜初代Vogue款，

菲亚特熊猫Fiat Panda#Second generation Mk3 (169; 2003),

日产阳光,

沃克斯豪尔骑士Mk1,

法拉利308 GTB,
2015款丰田Mirai,

法拉利F430,
法拉利458 Italia,
1984款保时捷911,

2005款保时捷Boxster S（他声称这是他买的第一辆新车）